# Tonight: Franz Ferdinand
Tonight: Franz Ferdinand ist das dritte Musikalbum der schottischen Rockmusik-Gruppe Franz Ferdinand. Es wurde von Domino Records am 26. Januar 2009 in Großbritannien veröffentlicht.
Ulysses erschien als erste Single am 19. Januar 2009 und ist als Stream auf der Myspace-Seite der Band anhörbar. Tonight ist ein Konzeptalbum, das von einer Partynacht und deren Effekten am nächsten Morgen handelt. Das Album erhielt überwiegend gute Kritiken.

## Produktion

### Aufnahme
Obwohl sie schon während der Tour 2005 acht Songs geschrieben hatten, entschieden Alex Kapranos und Nick McCarthy völlig neue Lieder zu schreiben, denn sie wollten, „dass das Album völlig neu und völlig anders klingt als alles, was sie bis dahin gemacht hatten“. Nachdem sie ihr zweites Album in einem Schwung aufgenommen hatten, betonte Kapranos, dass die Band sich diesmal Zeit lassen wolle. Er äußerte: „Dieses Mal wollten wir mehr Zeit mit der Entwicklung verbringen und, denke ich, den Songs und Sounds die Zeit zur Entfaltung geben, bevor wir dazu übergehen, ein Album zu schreiben und noch mehr Musik und Ideen aufnehmen, um nicht zu sagen, das Leben höchstselbst. Und wenn ich ‚Leben‘ sage, meine ich das Leben abseits der Wege, denn ich würde das Leben in geregelten Bahnen nicht als Leben bezeichnen.“
Franz Ferdinand begannen mit der Arbeit am dritten Studioalbum Anfang 2007. Das Album hätte eigentlich zusammen mit Produzent Brian Higgins aufgenommen werden sollen, doch März 2008 trennten sich ihre Wege. Drummer Paul Thomson sagte „Wir schrieben mit Higgins eine Zeit lang, und anfangs dachten wir, wir würden mehr mit ihm arbeiten, aber es hat nicht richtig gepasst. Wir haben einfach gemerkt, dass wir eigentlich keine Popgruppe sind.“ Allerdings meinten sie auch, das Pop-Konzept noch nicht aufgegeben zu haben. Einige Songs des Albums wurden im alten Rathaus von Govan in Schottland geschrieben und produziert. Die Band richtete sich zunächst dort ein, nachdem sie ein Jahr auf Tour gewesen war, um den Verkauf ihres zweiten Albums (You Could Have It So Much Better) anzukurbeln, und nutzte es hauptsächlich, um ihr Equipment zu lagern und zu proben.

### Stil
Das Album wurde wie berichtet inspiriert durch: „starken Dub-Sound jamaikanischer Reggae-Stars“. Alex Kapranos meinte auch, das Album sei ein „streak of electronica“, aber gleichzeitig ein Mix aus Einflüssen. Er kommentierte weiter, es habe „… the heavy bass and space echo you would find on a dub mix.“ In einem Rolling-Stone-Interview, gab Kapranos an, das Album sei mehr ein Tanz als ein Rock-Aufnahme. In einem Interview mit Billboard.com, sagte Kapranos „It's the opposite of punk/pop, which took something that was wonderful and removed all the dirt.“ Er sagte auch, dass die Band russische Polyvox-Synthesizer benutze.
Laut einem XFM-Artikel, in dem Alex angab: „Wir sind eine von diesen Bands, die machen können, was sie wollen, am Ende klingen sie immer gleich, aber diesmal gibt es ein paar neue Einflüsse. Ich meine, dass das Schlagzeug ein bisschen anders ist. Paul [Thomson] hat viel afrikanisches Material gehört, und das merkt man auch.“ zeigt das Album afrikanische Einflüsse. Der Song „No You Girls“ benutzt ein menschliches Skelett für Perkussion. „Tonight ist vielmehr ein Konzept-Album, das die Höhen und Tiefen erkundet, die man mit einem Abend der Ausschweifungen verbindet. Dies Album deckt alle Eckpunkte ab, von der anfänglichen Aufregung eines noch jungen Abends bis hin zur Benommenheit am Morgen danach“, schrieb ein Kritiker.

### Cover und Titel
Die Bebilderung des Albums ist eine Fotografie, aufgenommen von Søren Solkær Starbird gleich nach Mitternacht hinter den Barrowlands Ballroom in Glasgow. Zu NME sagte Drummer Paul Thomson: „We wanted to get a Weegee vibe – that famous New York crime scene photographer from the '40s and '50s.“ Es ist Teil einer Serie von Bildern, wo die Band Fotos aufnahm mit Fotografen in verschiedenen Städten, wo sie landeten. Auf dem Weblog der Band heißt es dazu, dass die Bildserie als 'imaginary crime scenes, invaded by the photographer', und 'a slice of night frozen by flash' beschrieben wird.
Am 20. September 2008 wurde angekündigt, dass die Arbeit an dem Album beendet wurde, man jedoch immer noch keinen Titel hatte. Am 7. Oktober 2008 interviewte der Reporter Michael Hogan vom Vanity Fair Alex und Paul, die bestätigten, dass ihr drittes Studioalbum Tonight: Franz Ferdinand heißen wird, und eine Woche später das Erscheinungsdatum angegeben wurde.

## Veröffentlichung
Im August 2008 veröffentlichten Franz Ferdinand Lucid Dreams über iTunes und machten es auf ihrer offiziellen Website zum Anhören verfügbar. Der Titel ist ebenfalls auf dem Madden NFL 09-Soundtrack enthalten.
Jedoch gab die Band auf ihrer Website an, dass Lucid Dreams keine Single sei. Der Track auf dem Album unterscheidet sich von dieser Version.
Ulysses wurde als erste Single ausgewählt und am 19. Januar 2009 veröffentlicht. Der Song wurde erstmals auf BBC Radio 1 am 17. November 2008 gespielt. Im iTunes Store für Nordamerika war er ab dem 2. Dezember, in Großbritannien am 18. Januar 2009 verfügbar.
No You Girls wurde am 6. April 2009 als Single herausgebracht. Der Song wurde in der Werbung für den iPod touch verwendet.
Eine Liveversion von What She Came For wurde als Gratis-Download auf der NME Music Website von Franz Ferdinand am 18. Dezember 2008 bereitgestellt. Am 9. Januar dann wurde No You Girls auf iTunes veröffentlicht; am 13. Januar als Gratis-Download auf Myspace Music. Am 22. Januar gab es Tonight: Franz Ferdinand als Stream auf dem offiziellen Myspace-Profil der Band.
Can’t Stop Feeling wurde als nächste Single im Juli 2009 veröffentlicht; Ende August folgte What She Came For.

### BloodBonus Disc
Am Datum der Erstveröffentlichung, am 26. Januar 2009, war das Album erhältlich als Boxset, die das ganze Album auf sechs 7-inch Vinyl-Singles und als 2-Disc-Limited-Edition enthält. Diese Sonderausgabe war nur in Europa erhältlich und beinhaltete eine Bonus-Disc namens Blood, auf der Dub-Versionen der Tracks des Albums zu hören sind.

## Rezeption

### Kritiken
Tonight bekam allgemein gute Kritiken mit einer Gesamtzahl von 70 auf Metacritic von 32 Kritiken. Es bekam nicht das Maß an kritischem Beifall wie ihr erstes Album. Das Clash-Magazin kommentierte, es könne „das vollständigste Werk der Band bis dato sein. Die Zeit wert darauf zu warten und ehrlich besser als man es gehofft habe.“ The Financial Post meinte, „Tonight ist das beste Album der Band: Paradoxerweise haben sie sich erlaubt ein wenig von ihrer charakteristischen Spannung wegzukommen, indem sie Strukturen kreierten, durch welche sie richtig loslegen konnten.“ The Telegraph kommentierte, dass Tonight: Franz Ferdinand melodiebepackte Bestätigung von all dem sei, was die Band bisher so populär gemacht habe, dazu in einem stark zeitgemäß klingenden, Keyboard geprägten Rahmen.
The Trades: „das Album ist eher ein evolutionärer Schritt für die Band als ein revolutionärer. Smart und tanzbar beweist Tonight: Franz Ferdinand, dass Franz Ferdinand Meister des Dance-Rock sind.“
NBC: „Franz Ferdinand haben es wieder einmal geschafft sich, mit ihrem bisher besten Album, selbst zu übertreffen.“
Die Kritiken von Uncut und The Guardian waren weniger enthusiastisch. Uncut sagte, das Album klinge trocken und oberflächlich und die Songs seien untereinander und zu anderen Franz Ferdinand Songs zu ähnlich.
The Guardian merkte an: „auch wenn Franz's Liedermachen weiter geworden ist als es war, ist es immer noch nicht tiefer.“ und „sie werden weiter versuchen Eure Hüften zu bewegen, denn Eure Herzen werden sie nie gewinnen.“
Das wurde durch die Kritik vom Daily Mail unterstrichen, die das Album als „eine sterile, abstoßende Sache, die es nicht schafft reinzuhauen wie sonst.“ beschrieb.
Das Paste Magazine war ähnlich streng, aussagend das die Stimmen „leering“, die Produktion „horrific“, und die Lyrics „seem to lack both heart and brain“ seien und fasste zusammen, dass „die Arbeitsunterbrechung zeigt, dass Franz entweder zu verwirrt oder zu faul sind um vorwärts zu kommen.“

## Tracklist
1. Ulysses – 3:11
Single: 19. Januar 2009
2. Turn It On – 2:21
3. No You Girls – 3:42
Single: 6. April 2009
4. Send Him Away – 2:59
5. Twilight Omens – 2:30
6. Bite Hard – 3:26
7. What She Came For – 3:52
Single: 31. August 2009
8. Live Alone – 3:29
9. Can’t Stop Feeling – 3:03
Single: 6. Juli 2009
10. Lucid Dreams – 7:56
11. Dream Again – 3:18
12. Katherine Kiss Me – 2:56

## Mitwirkende
- Producer: Franz Ferdinand, Dan Carey
- Mastering: John Dent
- Engineer: Paul Savage, Alexis Smith, Dan Carey, Allen Johnston (technical assistance)
- Mixing: Dan Carey (tracks 4, 7, 8, 10 to 12), Mike Fraser (tracks 1 to 3, 5, 6, 9, 10), Eric Mosher (assistant to Fraser)
- Artwork: Matthew Cooper, Franz Ferdinand (booklet), Rachel Graham (booklet), Søren Solkær Starbird (front cover)
- Personal assistant: Jeremiah Olvera

## Kommerzieller Erfolg

### Chartplatzierungen
Das Album schaffte es auf Nummer 2 der UK Albums Chart sowie auf Platz 9 der Billboard 200 in den USA; es verkaufte sich etwa 31.000 Mal in der ersten Woche. Allerdings stieg es in der zweiten Woche 50 Plätze ab in den Billboard 200 von #9 auf #59.
| ChartsChartplatzierungen     | Höchstplatzierung | Wochen |
| ---------------------------- | ----------------- | ------ |
| Deutschland (GfK)            | 2 (17 Wo.)        | 17     |
| Österreich (Ö3)              | 5 (7 Wo.)         | 7      |
| Schweiz (IFPI)               | 3 (19 Wo.)        | 19     |
| Vereinigtes Königreich (OCC) | 2 (14 Wo.)        | 14     |

| ChartsJahrescharts (2009) | Platzierung |
| ------------------------- | ----------- |
| Deutschland (GfK)         | 93          |
| Schweiz (IFPI)            | 82          |

### Auszeichnungen für Musikverkäufe
| Land/Region                  | Auszeichnungen für Musikverkäufe (Land/Region, Auszeichnung, Verkäufe) | Verkäufe  |
| ---------------------------- | ---------------------------------------------------------------------- | --------- |
| Europa (Impala)              | Diamant                                                                | 250.000   |
| Kanada (MC)                  | Gold                                                                   | 40.000    |
| Vereinigtes Königreich (BPI) | Gold                                                                   | (100.000) |
| Insgesamt                    | 2× Gold · 1× Diamant ·                                                 | 290.000   |